# 羅生門 (專輯)
《羅生門》是台灣歌手羅志祥的第七張大碟，在2009年12月22日開始預購，並於2010年1月15日推出。專輯的第一派台歌以及第一主打歌都是《愛的主場秀》。這專輯在銷售榜單（【玫瑰大眾風雲榜】、【五大金榜】 、【佳佳金榜】）的蟬聯記錄達連續10週冠軍。而在RIT（IFPI台湾辦事處）台灣唱片出版事業基金會2010年1月15日到9月30日的統計中，本專輯在台湾共賣出了五白金-154,218張的成績，是2010年台灣的年度唱片銷售總冠軍。成為繼劉德華之後, 近10年來第1張得到歌手主動認證的專輯。
另外，《羅生門》獲國際唱片業協會(香港會)有限公司（IFPIHK）認可，為2010年度香港地區十大暢銷國語唱片。

## 唱片版本

### 台灣
- 愛秀時尚版：1片CD，預購版，加送明信片及墨鏡。
- 主場華麗版：1片CD，預購版，加送80頁紐約寫真集。
- 正式版：1片CD，雙封面，加送靜電貼。
- 愛不單行冠軍慶功限量版：2010年2月12日推出，1片CD，加送鑰匙圈。
- 舞法舞天3D影音典藏版：2010年3月12日推出，1片CD及1片DVD，加送新歌《舞法舞天》，以及《舞法舞天》（3D立體紅藍版及2D版）、《愛的主場秀》、《習慣就好》、《愛瘋頭》和《愛不單行》五首歌的音樂錄影帶及3D紅藍眼鏡。

### 香港
與台灣相同。
- 香港特別版：2010年2月9日推出，1隻CD，雙封面，加送靜電貼及枕頭套。
- 香港特別二版：2010年4月29日推出，1隻CD，雙封面，加送靜電貼及卡片套。[1]

### 大陆
- 合唱曲目移動到最後。
- 愛不單行冠軍慶功限量版（內地版）：2010年3月16日推出，1片CD，加送卡片套。[5]

## 曲目

### 所有版本皆有
| 曲序 | 曲名                       | 曲                                                         | 詞            | 編曲          | 附註 |
| 01   | 羅生門                     | Troy"Radio"Johnson Ryan Tedder                             | 陳鎮川        | 梯依恩        | 原曲為《Put It On Me》                                                                                       |
| 02   | 愛的主場秀                 | 陳信安                                                     | 葛大為        | 陳信安        | 台灣、香港地區第一主打歌                                                                                     |
| 03   | 生理時鐘                   | 江暉                                                       | 曰云          | 黃雨勳        | 《海派甜心》插曲                                                                                             |
| 04   | 習慣就好                   | 阿沁                                                       | 阿沁 蔣篤全   | 洪敬堯 謝明祥 | 台灣第二主打歌 香港地區第三主打歌                                                                            |
| 05   | 危險的念頭                 | 張義欣                                                     | 姚若龍        | 洪敬堯        | |
| 06   | 愛瘋頭                     | Thomas G:son                                               | 李宗恩        | 陳信安        | 台灣第三主打歌 《海派甜心》片頭曲 Big Train廣告主題曲 原曲為《What Difference Does It Make》                 |
| 07   | In Your Eyes（楊丞琳合唱） | 全俊奎（전준규）                                                 | 崔惟楷        | 呂紹淳        | 原曲為《In Your Eyes》 《海派甜心》插曲 亦收錄在楊丞琳專輯《Rainie＆Love...? 雨愛》中 中國大陸版易名《眼愛》 |
| 08   | 愛不單行                   | 歐陽業俊                                                   |               | 洪敬堯        | 台灣第四主打歌 香港地區第二主打歌 《海派甜心》插曲 在KKBOX排行榜中連續獲得37日冠軍 粤語版本為許廷鏗《殘忍》  |
| 09   | 搞定                       | Vincent Degiorgio Patrick Hamilton Vincent Pierens         | 崔惟楷        | 陳信安        | 原曲為《How Do You Like It》                                                                                 |
| 10   | 為什麼要在一起             | 方炯嘉 宋世堯                                              | 方炯嘉 宋世堯 | Ming Wang     | 台灣第六主打歌                                                                                               |
| 11   | 老實講                     | 李俊傑                                                     | 鄭淑妃        | Terence Teo   | |
| 12   | WOW!（蕭亞軒合唱）         | Zachary Meyers Michael Hamilto Ryan Pate Bobby Newt.Lolene | 陳鎮川        | 梯依恩        | 繼專輯《舞所不在》之《敗給你》後再度與蕭亞軒攜手合作 亦收錄在蕭亞軒專輯《鑽石糖》中                          |

### 舞法舞天3D影音典藏版
| 曲序                                                                               | 曲名     | 曲                                                            | 詞     | 編曲   | 附註                                                        |
| 前十二首歌與愛秀時尚版、主場華麗版、正式版、香港特別版及愛不單行冠軍慶功限量版相同 |          |                                                               |        |        |                                                             |
| 13                                                                                 | 舞法舞天 | Gabriel Ssezibwa Rene Prang Niklas Quang Nielsen La.Quang況樂 | 崔惟楷 | 陳信安 | 台灣第五主打歌 原曲為《Diva Baby》 《舞法舞天》演唱會主題曲 |

## 音樂錄影帶
| 歌名           | 執導        | 首播日期      | 首播頻道  | 附註                                    |
| -------------- | ----------- | ------------- | --------- | --------------------------------------- |
| 愛的主場秀     | 陳奕仁      | 2010年1月4日  | MTV       | 於紐約United Palace劇院拍攝，耗資800萬  |
| 習慣就好       | 陳奕仁      | 2010年1月14日 | MTV       | 於紐約拍攝                              |
| 愛瘋頭         | 劉名峯      | 2010年1月25日 | Channel V | 邀請300名歌迷拍攝                       |
| 愛不單行       | 劉名峯 吉米 | 2011年3月15日 | -         | 含部份《海派甜心》的片段                |
| 舞法舞天2D版   | 賴偉康      | 2010年3月8日  | Channel V | 《舞法舞天》演唱會主題曲，首支華語3D MV |
| 舞法舞天3D版   | Paul Chou   | 2010年3月14日 | －        | 《舞法舞天》演唱會主題曲，首支華語3D MV |
| 為什麼要在一起 | Jimmy Chou  | 2010年3月22日 | MTV       | 部份片段於紐約拍攝                      |

## 榜單成績

### 銷售榜單成績
| 銷售榜單                | 首週成績 | 週數# / 計算時間           | 最佳成績 | 最佳成績銷售百分比 | 在榜週數 |
| ----------------------- | -------- | -------------------------- | -------- | ------------------ | -------- |
| G-Music風雲榜（華語榜） | #1       | #3 / 2010年1月15日–1月21日 | #1       | 38.96%             | 16週     |
| G-Music風雲榜（綜合榜） | #1       | #3 / 2010年1月15日–1月21日 | #1       | 25.19%             | 16週     |
| 五大金榜                | #1       | #3 / 2010年1月15日–1月21日 | #1       | 55.72%             | 17週     |

#### 第八屆KKBOX數位音樂風雲榜
- 年度百大專輯第92名

### 2009 Hit Fm年度百首單曲
| 歌曲 | 排名 |
| ---- | ---- |
| WOW  | 23   |

### 2010 Hit Fm年度百首單曲
| 歌曲       | 排名 |
| ---------- | ---- |
| 愛的主場秀 | 9    |
| 愛不單行   | 40   |
| 舞法舞天   | 57   |

## 備註
1. 1 2  羅生門 (正式版) (香港特別版) (連 卡片套) （页面存档备份，存于），2010年4月30日 (五) 20:10 (UTC+8)查閱
2. ↑  RIT(IFPITW)RIT白金（金）唱片認證結果 （页面存档备份，存于）財團法人台灣唱片出版事業基金會
3. ↑  羅志祥「羅生門」專輯台灣熱賣154218張 RIT(IFPI)特頒發5白金認證！ 的存檔，存档日期2010-12-30.
4. ↑  .   [2012-12-30]. （原始内容存档于2012-12-26）.
5. ↑  .   [2010-10-11]. （原始内容存档于2010-12-03）.
6. ↑  所有版本封面作WOW，卡啦OK版本作WOW!，現以卡啦OK版本作準。
7. ↑  "G-Music風雲榜（華語榜）" （页面存档备份，存于） 此連結只顯示本週成績，請在頁面搜尋2010年第3週之榜單成績
8. ↑  "G-Music風雲榜（綜合榜）" （页面存档备份，存于） 此連結只顯示本週成績，請在頁面搜尋2010年第3週之榜單成績
9. ↑  .   [2012-06-10]. （原始内容存档于2016-03-03）.
10. ↑  "2009 Hit Fm年度百首單曲- 2009年 (#1至50)" （页面存档备份，存于） HitFM聯播網. 2012年8月12日 (日) 14:35 (UTC+8)查閱
11. 1 2  "2010 Hit Fm年度百首單曲- 2010年 (#1至50)" （页面存档备份，存于） HitFM聯播網. 2012年8月12日 (日) 14:05 (UTC+8)查閱
12. ↑  "2010 Hit Fm年度百首單曲- 2010年 (#51至100)" （页面存档备份，存于） HitFM聯播網. 2012年8月12日 (日) 14:05 (UTC+8)查閱